# Neophema
Neophema is een geslacht van vogels uit de familie Psittaculidae (papegaaien van de Oude Wereld).

## Soorten
Het geslacht kent de volgende soorten:
- Neophema chrysogaster – Oranjebuikparkiet
- Neophema chrysostoma – Blauwvleugelparkiet
- Neophema elegans – Prachtparkiet
- Neophema petrophila – Rotsparkiet
- Neophema pulchella – Turkooisparkiet
- Neophema splendida – Splendidparkiet